# A.C. Carpi
Maillots
Actualités
L'A.C. Carpi, est un club de football italien situé à Carpi dans la province de Modène, en Émilie-Romagne.

## Historique
- 1909 : fondation du club
- 2011 : il remporte le groupe B du Championnat d'Italie de football D4, la Ligue Pro Deuxième Division, ce qui lui permet d'accéder à la Ligue Pro Première Division en 2011/2012.
- 2013-2014 : première participation à la Serie B
- 2014-2015 : pour sa seconde participation à la Serie B, il est promu le 28 avril 2015, pour la première fois dans son histoire, en Serie A[2]. Il y remportera son premier succès le 3 octobre 2015 face au Torino (2-1).
- 2021 : refondation du club pour cause de faillite

## Identité du club

### Changements de nom
- 1909-1919 : Società Calcistica Jucunditas Carpi
- 1919-2000 : Associazione Calcio Carpi
- 2000-2002 : Carpi Calcio
- 2002-2021 : Carpi Football Club 1909
- 2021-2022 : Athletic Carpi 2021
- 2022- : A.C. Carpi

### Logos

Ancien logo (2002-2021)
Logo actuel (Depuis 2022)

### Couleurs
Les premières images disponibles dans les archives historiques attestent de l'adoption par la Società Calcistica Jucunditas Carpi d'une chemise blanche avec des ornements rouges. En 1919, à l'inverse, quand le club est refondé sous le nom d'Associazione Calcio Carpi, la couleur des parements, ainsi que des shorts et des chaussettes, est noire. Cette combinaison survit jusqu'à la saison 1957-1958, quand les shorts et les chaussettes deviennent entièrement blancs. Pour la presse nationale et locale, « Bianchi » (« Les Blancs ») devient synonyme de Carpi. En 1969-1970, une bande verticale rouge est combiné avec le blanc; à partir de ce moment, et jusqu'à présent, les couleurs officielles seront le blanc et le rouge. Le maillot domicile est généralement blanc avec des parements rouges, tandis que les couleurs du maillot extérieur sont simplement inversées.

### Hymne
L'hymne de Carpi est intitulé Forza Carpi interprété par l'orchestre « Gli amici di Carpi » (« Les amis de Carpi »). En avril 2015, lors de la première promotion en Serie A, sort le nouvel hymne officiel écrit par Paolo Belli (déjà interprète de l'hymne de la Juventus), accompagné par un chœur composé des footballeurs professionnels biancorossi. L'hymne est chanté par l'auteur de textes de chansons Valerio Carboni.

## Stades
- 1928-2011 : Stadio Sandro Cabassi
- 2011-2012 : Mapei Stadium-Città del Tricolore
- 1912-2015 : Stadio Sandro Cabassi
- 2015- : Stade Alberto-Braglia

## Supporters

### Historique
Le mouvement ultra à Carpi est né dans la fin des années 1970,  plus précisément en 1979, en liaison avec la participation de l'équipe au championnat de Serie C vient de conquérir. Les groupes des années 1970 à aujourd'hui: les Panthers '79, les Ultras Carpi '88, Orgasmo Biancorosso '89, Guidati Dal Lambrusco '89, Mucchio Selvaggio '89, les Mods '92, les Wild Dogs '92, le Collettivo Avariato '93, les Fighters '09, Irriducibili '83, Casual Carpi 1.3.1.2.

### Amitiés et rivalités
La rivalité la plus intense entretenue par les ultras de Carpi est celle avec la capitale provinciale Modène. D'autre rivalités historiques sont constituées avec Suzzara, Mantoue et Sassuolo. En ce qui concerne ces derniers, l'antagonisme est né après les incidents violents qui ont eu lieu à l'été 2014 près de Scandiano. Les supporters neroverdi avaient en effet lancé des pierres sur les supporters biancorossi avant le match amical entre les deux équipes à Carpineti.
À l'inverse, sont nées dans le temps des amitiés et jumelages entre les supporters de Carpi et ceux d'autres clubs. Parmi les premiers, ceux de Côme, Carrarese, Vicence et Trapani. Parmi les rapprochement plus récents, on peut citer celui avec la SPAL Ferrara, à partir de 1992, qui s'est transformé en rivalité en 1999. D'autres amitiés ont été scellées avec Chioggia et Fano. Lors de sa première année en Serie B, en 2014-2015, est né le partenariat avec Virtus Entella.